# Kevin Ray (Komiker)
Kevin Ray (* 30. Juli 1990 in Trier) ist ein deutscher Komiker.

## Leben
Mit Anfang 20 hatte Kevin Ray 2013 seinen ersten Fernsehauftritt bei der Comedy-Show „Stand Up Migranten“. Im gleichen Jahr nahm er auch am Nightwash Talent Award teil. Seitdem ist er regelmäßig zu Gast bei Nightwash und ging mit auf die Nightwash Live Tour. Bald darauf konnte er sich beim Osnabrücker „Comedy Fight“ durchsetzen und nahm am Trierer "Comedy slam" teil. 2015 nahm er an der „Quatsch Comedy Talentschmiede“ teil. Dort schaffte er es 2016 bis ins Finale. Seit 2017 spielt er regelmäßig auf den Bühnen des „Quatsch Comedy Clubs“ in Hamburg und Berlin. Zudem war er im Fernsehen zu Gast beim „Die Comedy-Newcomer“ und beim „NDR Comedy Contest“. 2018 wurde er zum festen Ensemblemitglied, neben Mimi Fiedler und Kevin Gerwin, von ProSiebens „Die Comedy Show“.